# Tobe
Tobe oder Unguo war ein Längenmaß auf Sansibar.
- 1 Tobe = 2 Schukkah/Schuka = 4 War (1 W. = 0,914 Meter[1]) = 16 Durrah = 3,658 Meter
- 2 Tobe = 1 Taka